# Großer Rosennock
Der Große Rosennock ist mit 2440 m ü. A. der zweithöchste Berg in den Nockbergen, einem Teil der Gurktaler Alpen in Kärnten. Er liegt im südlichen Teil des Biosphärenparks Salzburger Lungau und Kärntner Nockberge.

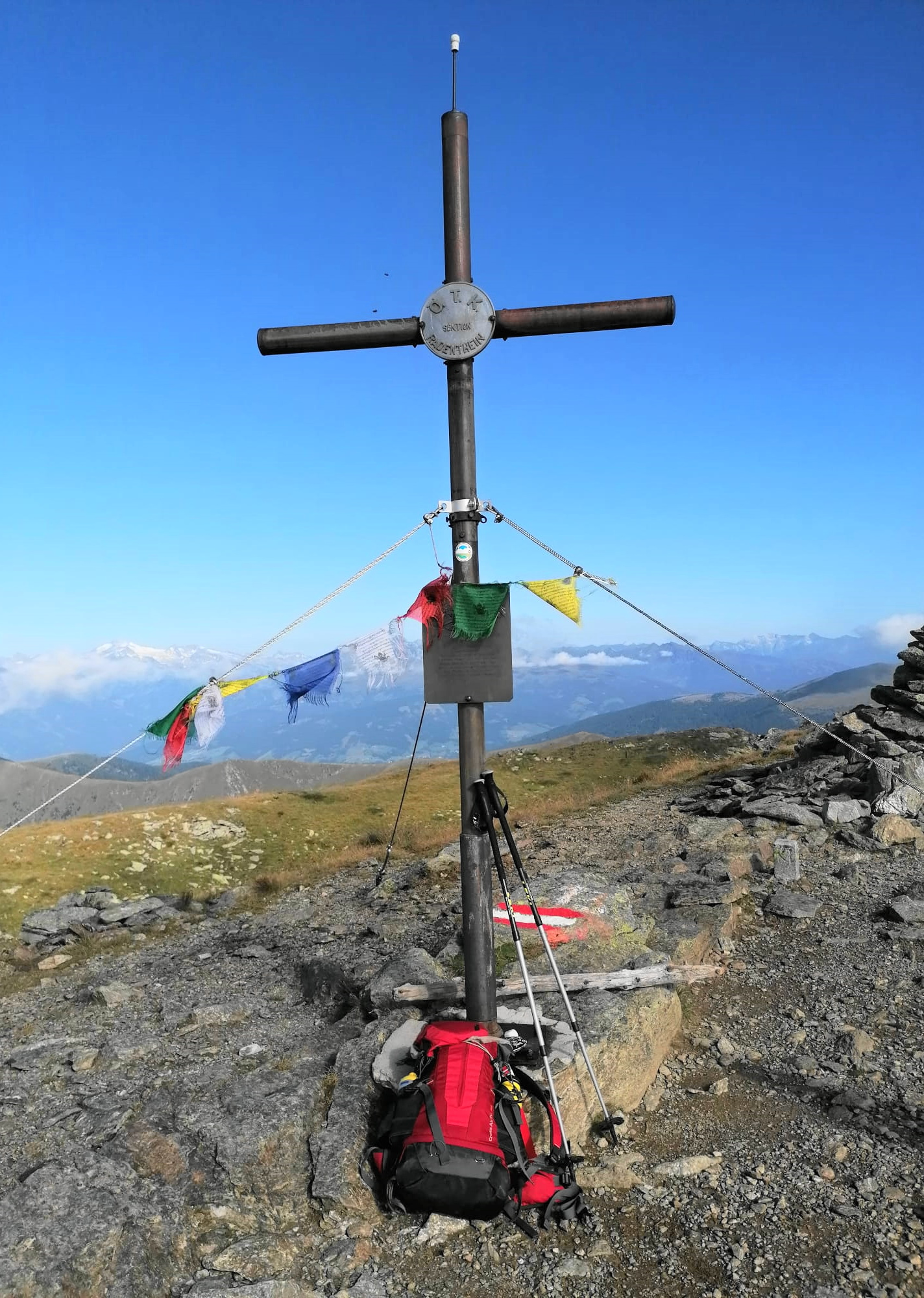
Großer Rosennock, Gipfelkreuz

Der Berg ist – typisch für die Nockberge – eine grasbewachsene Kuppe, die lediglich nach Norden schartig zum Kleinen Rosennock (2361 m ü. A.) abfällt. Den Großen Rosennock erreicht man am einfachsten über die Erlacher Hütte im Langalmtal, das von Kaning aus befahrbar ist (leichter Aufstieg in 2 bis 3 Stunden von der Erlacher Hütte).